# Sonya Deville
Daria Rae Berenato (* 24. September 1993 in Shamong Township, New Jersey, Vereinigte Staaten von Amerika) ist eine Italo-amerikanische Wrestlerin, die bis Februar 2025 unter dem Ringnamen Sonya Deville bei der WWE unter Vertrag stand. Ihr bislang größter Erfolg ist der Erhalt der WWE Women’s Tag Team Championship.

## Privatleben
Daria Rae Berenato wurde als Tochter italienischer Eltern in Shamong Township, New Jersey geboren. Sie hat zwei Schwestern, besuchte die Seneca High School in Tabernacle, New Jersey und begann im Alter von 16 Jahren mit dem Training im Mixed Martial Arts (kurz MMA).
Nach ihrem Outing bei WWE Tough Enough setzt sich Berenato als erste offen homosexuelle Wrestlerin der WWE besonders für die LGBT (Lesbian/Gay/Bisexuel/Transgender) Community ein.
Berenato wirkte als Schauspielerin in mehreren Serien und Filmen mit und war Co-Moderatorin der Youtube-Show UFC AfterBuzz.
Im Film „The Honour“ spielte sie ein christlich erzogenes Mädchen, das sich in ihre muslimische Nachbarin verliebt. Auch in Wirklichkeit verliebte sie sich in ihre Schauspielpartnerin Christina Heath und die beiden waren für kurze Zeit ein Paar.
Seit 2016 war sie in einer Beziehung mit der ehemaligen NXT-Wrestlerin Zahra Schreiber, der Ex-Freundin von WWE Superstar Seth Rollins. Im Jahre 2018 haben sie ihre Beziehung öffentlich gemacht, sich aber noch im selben Jahr getrennt.
In der Nacht vom 15. auf den 16. August 2020 wurde Berenato in ihrer privaten Unterkunft von einem Stalker angegriffen. Dieser hatte sich über die Schiebetür ihrer Terrasse Zugang zum Haus verschafft und Berenato und ihren Gast, den WWE Superstar Amanda Rose Saccomanno (Mandy Rose), mit einem Messer und Pfefferspray bedroht. Beide Frauen konnten fliehen und weitere Ermittlungen ergaben, dass der Stalker vorhatte, Berenato zu entführen und ihr vorher mit der Ermordung ihrer Familienmitglieder und Freunden gedroht hatte.

## MMA-Karriere
Da es in New Jersey keine MMA Ligen für Damen gibt, muss sich Berenato im Training und in Turnieren ausschließlich gegen männliche Teilnehmer durchsetzen. Sie gewinnt ein „All-Boys“ Turnier und geht direkt am Tag ihres High-School-Abschlusses im Alter von 17 Jahren zum American Top Team (ATT) in Coconut Creek, Florida um ihren Traum von einer professionellen MMA Karriere weiter voranzutreiben.
Berenato, die in der Zwischenzeit nach Los Angeles, Kalifornien gezogen ist, unterbricht 2015 ihre aktive MMA Karriere als #9 der MMA-Kämpferinnen des Staates Kalifornien, um an der WWE-Talentshow WWE Tough Enough teilzunehmen.
MMA-Statistik
| Ergebnis   | Profi-Rekord | Gegner         | Datum            | Veranstaltung                        | Methode                        | Runde | Zeit |
| ---------- | ------------ | -------------- | ---------------- | ------------------------------------ | ------------------------------ | ----- | ---- |
| Sieg       | 1–0          | Allenita Perez | 11. Oktober 2014 | CFL HD 1: Mavericks No Guts No Glory | Aufgabe (Guillotine Choke)     | 3     | 1:09 |
| Sieg       | 2–0          | Jeselia Perez  | 7. Februar 2015  | CFL HD 2: Bitter Rivals              | Technischer Knockout (Punches) | 2     | 2:00 |
| Niederlage | 2–1          | Jasmine Pouncy | 8. März 2015     | University of MMA: Fight Night 9     | Punktentscheidung (einstimmig) | 3     | 6:00 |

## Wrestling-Karriere

### World Wrestling Entertainment (2015–2025)

#### Tough Enough und NXT (2015–2017)
Im Juni 2015 bekommt Berenato die Chance sich in der sechsten Staffel der WWE Talentshow WWE Tough Enough gegen sechs weibliche und sieben männliche Talente zu beweisen um einen Profivertrag für ein Jahr zu gewinnen, in der vierten Folge scheidet sie allerdings als 11. aus der Sendung aus.
Im Oktober 2015 unterschreibt Berenato einen Vertrag für die WWE Aufbausendung NXT und beginnt ihr Training im WWE Performance Center. Ihr Ringdebüt verliert sie am 3. Dezember unter dem Ringnamen Daria gegen Nia Jax.
Im Jahr 2016 bekommt Berenato mehrere Versuche Asuka´s NXT Women’s Championship zu gewinnen, kann sich aber am Ende nicht durchsetzen.
Am 3. Mai 2017 bestreitet Berenato ihren ersten Kampf unter ihrem neuen Ringnamen Sonya Deville in einem Match um den nächsten Herausforderer auf die NXT Women´s Championship zu bestimmen. Im Laufe des Matches wird sie zwar von Peyton Royce und Billie Kay eliminiert, startet im Anschluss aber eine Siegesserie und kann Lacey Evans, Rachel Evers, Jenna van Bemel und Zeda besiegen.

#### Main Roster Debüt und weitere Karriereschritte (2017–2025)
Bei der Live Show WWE Tribute to the Troops am 5. Dezember 2017 fand sich Berenato mit Mandy Rose und Paige zur Gruppierung Absolution zusammen und besiegte Bayley, Mickie James und Sasha Banks. Dies war auch gleichzeitig ihr Aufstieg in den Hauptkader von WWE.
Ihr offizielles Debütmatch für WWE Raw machte Berenato am 18. Dezember 2017, als sie an der Seite ihrer Teammitglieder gegen Mickie James, Bayley und Sasha Banks verlor, nachdem sie durch einen unerlaubten Angriff auf Sasha Banks disqualifiziert wurden.
Bei der Großveranstaltung WWE Royal Rumble am 28. Januar 2018 war Berenato Teilnehmerin des ersten Frauen Royal Rumble der WWE-Geschichte. Sie kam als 10. Kämpferin ins Match, eliminierte Torrie Wilson und wurde selber nach 6:18 von Michelle McCool eliminiert.
Einen Monat später, am 25. Februar, nahm Berenato zusammen mit Bayley, Mandy Rose, Mickie James und Sasha Banks am ersten Elimination Chamber Match für Frauen teil, in dem es um den WWE Women´s Championtitel von Titelträgerin Alexa Bliss ging.
Sie begann das Match gegen Bayley und konnte sich 17:32 im Match halten, bevor Sie, als zweite Frau, durch einen Pin von Mickie James ausschied.
Nachdem Paige wegen einer Nackenverletzung ihre aktive Karriere beenden musste und ihren neuen Posten als General Manager bei Smackdown antrat, bildet Berenato weiterhin ein Tag Team mit ihrer langjährigen Weggefährtin Mandy Rose. Beim Superstar Shake up am 16. und 17. April drafteten Berenato und Rose zu Smackdown.
Bei der ersten rein weiblichen Großveranstaltung WWE Evolution am 28. Oktober 2018 nahm Berenato an einer 20 Women Battle Royal teil, die der Gewinnerin eine garantierte Titelchance gewährt. Sie eliminierte mit Hilfe von Mandy Rose ihr Gegnerinnen Molly Holly, Kelly Kelly und Torrie Wilson, bevor sich Mandy gegen ihre Freundin stellt und sie hinterrücks selbst eliminierte.
Im Rahmen der Survivor Series am 18. November 2018 war Berenato Teilnehmerin des Smackdown Teams beim traditionellen 5-gegen-5 Survivor Series Elimination Match und trat an der Seite von Asuka, Carmella, Naomi und Mandy Rose gegen Team Raw (Sasha Banks, Nia Jax, Tamina Snuka, Bayley und Mickie James) an. Sie leistete die Vorarbeit für die Eliminierung von Mickie James durch Mandy Rose, schaffte es aber im weiteren Verlauf des Matches nach einer Aktion von Bayley nicht mehr rechtzeitig in den Ring und wurde genau wie Bayley ausgezählt, wodurch sie aus dem Match ausschied. Seitdem tritt sie zusammen mit Mandy Rose unter dem Namen Fire and Desire in verschiedenen Tag Team Matches zusammen auf.
Im Jahr 2019 nahm Berenato am Royal Rumble teil, kam als #25 ins Match, wurde aber durch Alexa Bliss bereits nach fünf Minuten eliminiert.
Beim WWE Event No Escape am 17. Februar waren Berenato und Rose Teil des ersten WWE Women’s Tag Team Championship Match. Im No Escape Match traten sie gegen die Teams Carmella & Naomi, Nia Jax & Tamina, Liv Morgan & Sarah Logan; Payton Royce & Billie Kay und Sasha Banks & Bayley an. Sie begannen das Match, eliminierten, zusammen mit Banks und Bayley, Tamina und Nia Jax, konnten sich aber am Ende nicht gegen Bayley und Banks durchsetzen. Am 7. April war Berenato bei WrestleMania 35 Teil der Women’s Battle Royal. Sie warf Zelina Vega, Dana Brooke und Mickie James aus dem Match, kam dadurch unter die letzten vier, wurde dann aber von Asuka über das oberste Ringseil geworfen und somit aus dem Match genommen.
In einer Storyline die in der Smackdown Ausgabe am 21. Dezember 2019 begann, manipulierte Berenato eine mögliche Liebesbeziehung zwischen Mandy Rose und Otis, indem sie versuchte, stattdessen eine Beziehung zwischen Rose und Dolph Ziggler zu arrangieren. Nachdem diese Manipulation aufgedeckt wurde, turnte Berenato endgültig gegen ihre ehemalige Tag-Team Partnerin und begründete dies damit, dass sie ihr vorwarf sich selbst in den Vordergrund zu spielen und dadurch den Zusammenhalt und den Erfolg des Teams zu gefährden. Diese Fehde zog sich über mehrere Wochen und endete schließlich mit einem No Disqualification Loser Leaves WWE Match beim WWE SummerSlam am 23. August 2020, das Berenato verlor und somit die WWE verlassen musste.
Am 1. Januar 2021 kehrte sie im Rahmen eines Backstagesegmentes in die Shows zurück und wurde seitdem als WWE Offizielle und zusammen mit Adam Pearce als Verantwortliche für die wöchentlichen TV Shows Raw und Smackdown eingesetzt.
In der Smackdown Ausgabe vom 8. Oktober begann eine mehrmonatige Fehde gegen Naomi in der Berenato immer wieder ihre Macht als WWE Offizielle missbrauchte, indem sie Matchresultate mit Naomi als Siegerin annullierte, Handicap Matches gegen sie festlegte oder sich selbst als Gastringrichterin einsetzte. Nachdem Naomi sie in der Episode vom 28. Januar 2022 klar und fair besiegte, schien die Fehde eigentlich beendet, doch Berenato fügte sich selbst als Teilnehmerin für das anstehende Royal Rumble Match hinzu und obwohl sie früh durch Naomi aus dem Match geworfen wurde, blieb sie am Ring und half Charlotte Flair dabei, Naomi zu eliminieren.
In den darauffolgenden Smackdown Episoden kommt es erneut zu Konfrontationen zwischen den Damen in die im Laufe der Zeit auch die zu dem Zeitpunkt amtierenden WWE Women’s Champion Charlotte Flair als auch die Royal Rumble Gewinnerin Ronda Rousey involviert wurden, da Berenato weiterhin die Matches und Entscheidungen von Naomi und Rousey beeinflusste bzw. diese körperlich attackierte. Diese Entwicklung führte zu einem Tag-Team Match zwischen den vier Frauen bei No Escape welches Naomi und Rousey für sich entscheiden konnten.
Nach einem letzten Match zwischen Rousey und Berenato endeten beide Fehden in der Smackdown Ausgabe vom 4. März 2022. In der Folge schloss sie sich mit Natalya zu einem Tag Team zusammen um bei einem Turnier Jagd auf die zu der Zeit vakanten WWE Women’s Tag Team Titel zu machen, doch nachdem die beiden im letzten Match des Smackdown Rosters gegen Raquel Rodriguez und Aliyah ausschieden trennte sich das Team wieder.
Am 17. Juli 2023 gewann sie zusammen mit Chelsea Green die WWE Women’s Tag Team Championship, hierfür besiegten sie Liv Morgan und Raquel Rodriguez. Die Regentschaft hielt für sie 28 Tage und musste den Titel am 14. August 2023, aufgrund einer Verletzung abgeben.
Deville kehrte nach ihrer Verletzung in der Raw-Ausgabe vom 20. Mai 2024 zurück, wo sie in einem Backstage-Segment mit Shayna Baszler und Zoey Stark auftrat. In der Raw-Ausgabe vom 8. Juli 2024 verbündeten sich Baszler und Stark mit Deville, nachdem sie wochenlang Ihr Angebot abgelehnt hatten, und nannten sich später Pure Fusion Collective.
Am 7. Februar 2025 wurde Deville aus der WWE entlassen.

## Titel und Auszeichnungen
- Pro Wrestling Illustrated
  - Ranked No. 56 of the top 100 female wrestlers in the PWI Women's 100 im Jahr 2020[30]
- World Wrestling Entertainment
  - WWE Women’s Tag Team Championship (1× mit Chelsea Green)[31]
  - Bumpy Awards (1×)
    - Best Dressed of the Half-Year (2021) – mit Seth Rollins[32]

## Filmografie

### Filme
- 2012 Tape me: Reel 5 in einer kurzen Kampfszene
- 2013 The Honour als Judith (Juju)
- 2013 Fratello als Marissa

### Serien
- 2011 Comedy Joy Ride als Breeze
- 2012 Tattoo Nightmares als Destiny (4 Folgen)
- 2012 Black Days als Zombie[34]
- 2019 Total Divas[35]